# More amore
More amore è un singolo dei Ridillo pubblicato nel 2012.
Il brano è estratto dall'album Playboys. È stato indetto un concorso dai Ridillo tra i DJ e i fan per la realizzazioni di remix di More amore, e alla fine sono stati selezionati i 13 migliori pervenuti e pubblicati nel singolo.

## Tracce

### download digitale
1. More amore (Halftones remix) - 3:23
2. More amore (Dr. Lock remix) - 4:22
3. More amore (DJ Lukab remix) - 4:46
4. More amore (Denny Loco remix) - 4:20
5. More amore (Floyd remix) - 2:50
6. More amore (Momo Riva remix) - 3:09
7. More amore (Apo-Tech remix) - 3:13
8. More amore (Cogliati remix) - 3:12
9. More amore (Marco Agosti remix) - 3:59
10. More amore (Cizu Slim remix) - 4:03
11. More amore (Ferrari & Desy remix) - 4:16
12. More amore (Tiz Senese remix) - 4:53
13. More amore (Blue Monday dub remix) - 5:56
14. More amore (edit) - 3:13